# Clayton Moore
Clayton Moore, född 14 september 1914 i Chicago, Illinois, död 28 december 1999; amerikansk skådespelare. 
Var först lindansare på cirkus och manlig fotomodell, innan han slog sig in på filmbranschen 1938. Till att börja med var han stuntman och hade en del småroller innan han 1942 fick mer framträdande roller. 
Moore är mest känd från TV-serien The Lone Ranger som gjordes i 182 avsnitt åren 1949-1956.